# ENIAC
ENIAC je kratica od engleske složenice Electronic Numerical Integrator And Computer i ime je prvog elektroničkog računala konstruiranog u Americi pri University of Pennsylvania. ENIAC je bio predstavljen široj javnosti 14. veljače 1946., i radio je sve do 2. studenog 1955. kada je bio demontiran. ENIAC je bio unikatni proizvod i nikada nije pušten u serijsku proizvodnju. Iako je ENIAC dugo smatran prvim programibilnim elektroničkim računalom u svijetu, tu titulu danas nosi britanski Colossus computer MK1 koji je pušten u rad još u prosincu 1943. od strane britanskih obavještajnih službi za potrebe razbijanja kriptografskih šifri koje je koristila njemačka vojska i mornarica, a čije je postojanje držano u tajnosti sve do 70-tih godina prošlog stoljeća.

## Povijest razvoja i upotrebe
ENIAC je razvijen u Moore School of Electrical Engineering pri University of Pennsylvania između 1943. i 1946. na osnovi projekta kojeg su razradili Dr John Mauchly i John Adam Persper Eckert Jr., inače namještenici u Moore školi inženjerstva. Zbog jagme za bržim računskim strojevima tijekom Drugog svjetskog rata američka vojska je bila zainteresirana za bilo kakvu ideju, no ideju o elektronskom računalu zasnovanom na elektronskim cijevima mnogi su tada smatrali neostvarivom zbog niske pouzdanosti tada dostupnih osnovnih jedinica - elektronskih cijevi. Bez obzira na osnovne nedostatke i opiranje pojedinih stručnjaka toga vremena John Mauchly i Pres Eckert smatrali su da je brzina računanja koju je elektronski stroj mogao postići bio dovoljan argument za njegovu izgradnju. Bez obzira na osnovne nedostatke elektronsko računalo je puno brže nego bilo koji mehanički ili elektromehanički stroj tada dostupan ili u izgradnji (Harvard Mark I). Mauchly i Eckert smatrali su da se pouzdanost novog stroja može postići statističkom selekcijom elemenata kao i pažljivom konstrukcijom sklopova i cjelina.
Preko kapetana američke vojske Hermana Goldstina, Mauchly i Eckert uspjeli su osigurati novčanu potporu tako da je ENIAC postao službeni projekt pod nazivom W-G70-ORD-4926 s inicijalnim budžetom USD $67,000 (1943), dok je do kraja gradnje bilo utrošeno nešto manje od USD $500,000. ENIAC je bio zamišljen kao namjenski stroj za potrebe izračunavanja balističkih tablica za topove koje je ispitivalo Ballistics Research Laboratory u Aberdeen Proving Grounds, Maryland Pennsylvania.  Nedugo nakon službenog puštanja u pogon, 1947. ENIAC je bio prebačen u Aberdeen Proving Grounds gdje je ostao sve do završetka svoga rada 1955.

### Konstruktorski tim
Konstruktorski tim na početku projekta - 1943.
- John Mauchly
- John Adam Persper Eckert Jr.
- James Cummings
- Kite Sharpless
- Joseph Chedaker
- Bob Shaw
- John Davis
- Chuan Chu
- Harry Huskey
- Kapetan Herman Goldstine
- Arthur Burks
- Brad Sheppard
- F. Robert Michaels
- Vanjski konzultant doveden 1944.: John von Neumann

## Svojstva
- 17 468 elektronskih cijevi
- 7 200 kristalnih dioda
- 1 500 releja
- 70 000 otpornika
- 10 000 kondenzatora
- 5 milijuna ručno zalemljenih spojeva
- težina: 30 tona
- veličina opreme (~)  2.4 m x 0.9 m x 30.5 m ili ~ 167 m²
- potrošnja energije: 174 kW + 170 kW za njegovo hlađenje
- ulazna jedinica: IBM čitač bušenih kartica
- izlazna jedinica: IBM pisač
- mod operacije: Paralelan
- osnovna jedinica: 10-znamenkasti decimalni broj sa znakom (pozitivni ili negativni broj)
- memorija: 20 decimalnih brojeva po 10 znamenki (200 znamenaka)
- brzina računanja:
  - 5000 operacija po svakoj jedinici memorije ili ukupno 100,000 operacija u sekundi
  - 357 operacija množenja u sekundi
  - 38 operacija dijeljenja u sekundi

Osnovne komponente ENIAC-a bile su elektronske cijevi korištene u radio prijemnicima i ostalim elektronskim uređajima toga vremena. Svaka elektronska cijev imala je 8 nožica i ove cijevi zvale su se oktalne cijevi. Prilikom konstruckije korišteno je 7 raznih inačica elektronskih cijevi:
- elektronske cijevi tipa "6SN7" korištene za bistabile koji su tvorili dekadne akumulatore - memoriju ENIAC-a
- elektronske cijevi tipova "6L7", "6SJ7", "6SA7" i "6AC7" korištene za logičke sklopove I, ILI, NE
- elektronske cijevi tipova "6L6" i "6V6" korištene za slanje signala i za pojačavanje signala između sklopova sustava

Elektronske cijevi su poznate po svojoj nepouzdanosti i mnogo vremena ENIAC je proveo na popravkama zbog zamjene izgorjelih cijevi. Zato je uvedeno nekoliko novina:
- ENIAC se nije nikada gasio. U većini slučajeva elektronske cijevi su se kvarile prilikom zagrijavanja i dok su se hladile, zbog efekta koji se zove termalni stres. Ovom tehnikom inženjeri ENIAC-a trebali su promijeniti prosječno po jednu elektronsku cijev svaka dva dana.
- napajanje komponenti je smanjeno 10% od nominalnog – smanjenjem napona smanjivala se opterećenost unutar elektronske cijevi i time produljivao radni vijek
- sve komponente su bile dostupne na prednjoj strani računala što je omogućavalo bržu zamjenu elektronskih cijevi, te omogućavalo promatranje rada računala po paljenju i gašenju pojedinih cijevi

### Unaprjeđenja
- 1948. – dodan je ROM. Ova modifikacija je usporila brzinu izvođenja računskih operacija za 6 puta, no ova izmjena je ubrzala programiranje. Više nije bilo nužno premještati žice za programiranje računala, te je za programiranje ENIAC-a bilo potrebno utrošiti sate, a ne dane ili tjedne kao prije. Ovo unaprjeđenje je povećalo iskoristivost stroja ENIAC-a.
- 1948. – upotrijebljene su cijevi s većom izdržljivošću
- 1949. – dodana je magnetska memorija veličine od 500 10-znamenkastih brojeva

## Utjecaj ENIAC-a
- John von Neumann arhitektura računala
- ENIAC je bio preteča i utjecao je na izgradnju sljedećih računala: EDVAC, EDSAC i SEAC, BINAC, UNIVAC, MANIAC.
- glavni konstruktori Eckert and Mauchly osnovali su korporaciju Eckert-Mauchly Computer Corporation koja je proizvela BINAC 1949. Nedugo poslije 1950. Eckert-Mauchly Computer Corporation kupila je Remington Rand koja je preimenovala novokupljenu korporaciju u UNIVAC.

## Također pogledajte
- Povijest računala
- Prva generacija računala

## Vanjske poveznice
Tekst o ENIAC-u od strane Ballistics Research Laboratory